# کریس جانسن
کریس جانسن (انگلیسی: Chris Johnson؛ زادهٔ ۱۷ ژوئیهٔ ۱۹۸۵) بازیکن بسکتبال اهل ایالات متحده آمریکا است.
از باشگاه‌هایی که در آن بازی کرده‌است می‌توان به نیو اورلینز پلیکانز، بوستون سلتیکس، پورتلند تریل بلیزرز، و مینه‌سوتا تیمبرولوز اشاره کرد.